# Lunaria
- Commons
- Wikispecies

Lunaria L. é um género botânico pertencente à família Brassicaceae.

## Espécies
- Lunaria annua
- Lunaria rediviva
- Lunaria telekiana

## Classificação do gênero
| Sistema | Classificação                         | Referência               |
| ------- | ------------------------------------- | ------------------------ |
| Linné   | Classe Tetradynamia, ordem Siliculosa | Species plantarum (1753) |